# Eye Candy (album)
Eye Candy è il secondo album del gruppo musicale R&B britannico  Mis-Teeq, pubblicato nel 2003 dall'etichetta Telstar. Ha raggiunto la sesta posizione della classifica degli album britannica e il singolo estratto da quest'album Scandalous ha avuto gran successo in tutta Europa. Altri singoli estratti sono stati Style e Can't Get It Back.

## Tracce
1. My Song
2. Scandalous
3. Can't Get It Back
4. Dance Your Cares Away
5. All In One Day
6. Strawberrez
7. Nitro
8. Home Tonight (featuring Joe)
9. Do Me Like That
10. That's Just Not Me (featuring Baby Cham)
11. How Does It Feel
12. Best Friends
13. It's Beginning To Feel Like Love
14. Eye Candy
15. Just For You

### Edizione limitata
1. Sumthin' Scandalous (featuring Redman)
2. Style
3. Scandalous (Stargate Radio Mix)
4. Can't Get It Back (Ignorant's Radio Edit)
5. My Song
6. Strawberrez
7. Home Tonight (featuring Joe)
8. Nitro
9. Dance Your Cares Away
10. That's Just Not Me (featuring Baby Cham)
11. How Does It Feel
12. It's Beginning To Feel Like Love
13. Hey Yo
14. Style (Linus' Rock Mix)
15. Eye Candy
16. Just For You
17. Best Friends
18. Do Me Like That
19. Can't Get It Back
20. All In One Day